# Сад любви (картина Рубенса)
«Сад любви» — картина фламандского художника Петера Пауля Рубенса.
Эту картину Рубенс писал для себя, а не на заказ. Картина считается своеобразным признанием художника в любви к своей второй супруге Елене Фурман. В картине много личного, она отражает отношение художника к жизни, его душевный подъём. Овдовев, 53-летний Рубенс в 1630 году женился на 16-летней девушке. Хотя разница в возрасте была существенной, супружеские отношения, как и в первом браке художника, складывались очень гармонично.
На картине бросается в глаза внешнее сходство изображённых женщин: прямой нос, слегка выпуклые глаза, светлые волосы, пышность форм. Они похожи на Елену Фурман, которая часто позировала своему мужу. Однако и у обоих мужчин наблюдается сходство в чертах лица, в частности, их бородки-эспаньолки. Они похожи на художника, несмотря на то, что ко времени создания картины он выглядел уже значительно старше. Создаётся впечатление, что от счастья, которое художник обрёл в своей новой любви, он помолодел и многократно увековечил на картине себя и свою спутницу жизни.
Картину стоит рассматривать как некую историю и не справа налево, как кажется с первого взгляда, а, напротив, слева направо. В левой части влюблённый мужчина обнимает молодую женщину, она же находится в нерешительности, его прикосновения осторожны, в его позе и нежном взгляде отражается просьба отбросить холодность. В центре картины сидят три женщины, они символизируют три разные формы любви: экстатическую — женщина смотрит прямо, рассудительную — женщина смотрит на зрителя и материнскую — женщина с маленьким амурчиком на коленях. Неслучайно молодая женщина, изображённая в левой части полотна, появляется в своём синем платье в центре картины снова. Её взгляд отражает любопытство и желание любви, под чары которой она попала. В финале истории, справа мужчина и женщина в роскошных одеждах спускаются по лестнице. Мужчина держит уверенную в себе и гордую даму под руку. Их вид говорит об одном: они поженились.